# Moxostoma hubbsi
Moxostoma hubbsi är en fiskart som beskrevs av Charles Valentin Alexandre Legendre 1952. Moxostoma hubbsi ingår i släktet Moxostoma och familjen Catostomidae. IUCN kategoriserar arten globalt som sårbar. Inga underarter finns listade i Catalogue of Life.